# بيولا بوندي
بيولا بوندي (بالإنجليزية: Beulah Bondi )‏ (و. 1888 – 1981 م) هي ممثلة تعبيرية، وممثلة مسرحية، وممثلة أفلام، وممثلة تلفزيونية أمريكية، ولدت في فالبارايسو، توفيت في هوليوود، عن عمر يناهز 93 عاماً، بسبب سقوط.

## التعليم
تعلمت في Valparaiso University ‏، في تخصص خطابة عامة، وتحصلت منها على ماجستير (حتى 1918)، وValparaiso University ‏، في تخصص خطابة عامة، وتحصلت منها على بكالوريوس (حتى 1916)، وShimer Great Books School ‏ (حتى 1907).

## جوائز وترشيحات
حصلت على جوائز منها:
جوائز
- Primetime Emmy Award for Outstanding Guest Actress in a Drama Series [الإنجليزية]‏، عن عمل: ذا والتونز (1977)

ترشيحات
- جائزة الأوسكار لأفضل ممثلة مساعدة (1936)
- جائزة الأوسكار لأفضل ممثلة مساعدة (1938)

ترشحت لـ:
- جائزة الأوسكار لأفضل ممثلة مساعدة، عن عمل: من قلوب البشر (1938)
- جائزة الأوسكار لأفضل ممثلة مساعدة، عن عمل: الوقحة الرائعة (1936).

## وصلات خارجية
- بيولا بوندي على موقع IMDb (الإنجليزية)
- بيولا بوندي على موقع ألو سيني (الفرنسية)
- بيولا بوندي على موقع ميوزك برينز (الإنجليزية)
- بيولا بوندي على موقع أول موفي (الإنجليزية)
- بيولا بوندي على موقع قاعدة بيانات برودواي على الإنترنت (الإنجليزية)
- بيولا بوندي على موقع قاعدة بيانات الأفلام السويدية (السويدية)
- بيولا بوندي على موقع إن إن دي بي (الإنجليزية)
- بيولا بوندي على موقع قاعدة بيانات الفيلم (الإنجليزية)